# Ayl (Rhénanie-Palatinat)
Pour les articles homonymes, voir Ayl.
Ayl est une municipalité de la Verbandsgemeinde de Sarrebourg-Kell, dans l'arrondissement de Trèves-Sarrebourg, en Rhénanie-Palatinat, dans l'ouest de l'Allemagne.

## Localisation

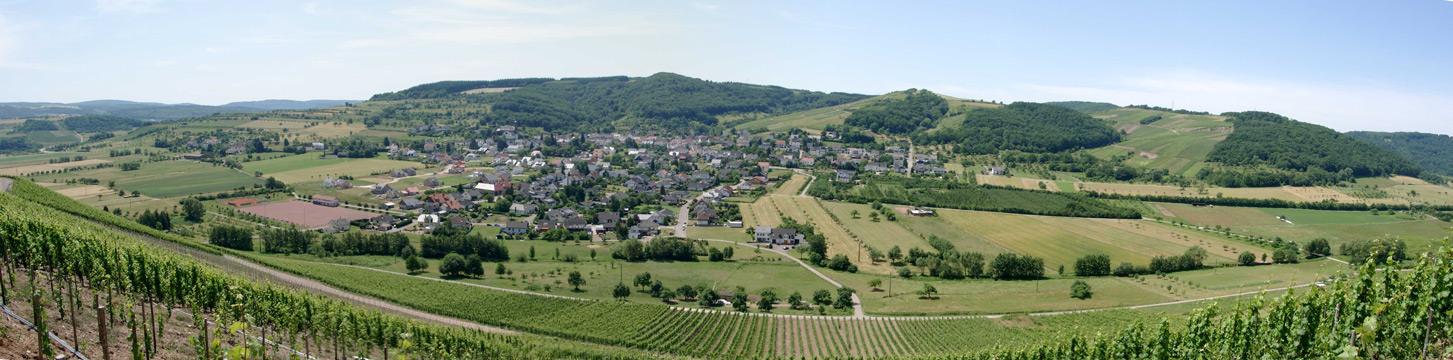
Panorama d'Ayl.

- 1Carte dynamique
- 2Carte Openstreetmap
- 3Carte topographique
- 4Carte avec les communes environnantes